# Филип Колокотронов
Филип Досев Колокотронов или Калгатронов е български революционер, деец на Вътрешната македоно-одринска революционна организация.

## Биография
Филип Досев е роден в 1881 година в костурското село Загоричани, тогава в Османската империя, днес в Гърция. Присъединява се към редовете на ВМОРО заедно с брат си Иван.
Преселва се във Варна. През Балканската война е доброволец в Македоно-одринското опълчение, в Продоволствен транспорт на МОО.
През Първата световна война е в редиците на 9-а рота в 10-и опълченски полк на Българската армия. Загива на 23 октомври 1916 година в село Скочивир.